# ぼくらのショウタイム
『ぼくらのショウタイム』は、2019年4月6日（5日深夜）土曜の0時26分 - 1時26分（JST、金曜深夜）に放送されたメ〜テレ制作のテレビドラマである。主演はA.B.C-Z。テレビを通じて大切な人のためにメッセージを届けたいという熱い思いに共感した5人の若者たちが一致団結するハートフルドラマである。
情報番組『デルサタ』のスピンオフ企画である。番組でMCを務めていた濱口優（よゐこ）プロデュースによるA.B.C-Zと『デルサタ』のコラボ企画第4弾として制作された。
2019年4月12日 - 25日、劇場版が全国13カ所のイオンシネマにて特別上映された。
2019年7月20日土曜12時30分 - 13時30分でCSチャンネルのエンタメ〜テレ☆シネドラバラエティにてディレクターズカット版が放送された。
2021年2月28日 - 3月30日までの期間限定でAmazonプライム・ビデオでディレクターズカット版の無料配信が行われた。これは『ぼくらのショウタイム』に続く「A.B.C-Z×メ～テレ」のスペシャルドラマ第2弾として制作された『ワンモア』がAmazonプライム・ビデオで有料配信されるタイミングでのことであった。この期間、メ～テレ公式Twitterではウルフィがドラマの場面を再現する「ウルフィの聖地(メ～テレ)巡礼 #ぼくらのショウタイム」といった投稿がされていた。
2021年9月2日、『ワンモア』とセットになったBlu-ray&DVD-BOXが完全受注生産で発売。

## あらすじ
初春のメ～テレでAD・赤木とカメラマン・小紫は情報番組『デルサタ』のお天気中継の撮影をしている。そこに金髪の怪しい男・黄原があらわれ、放送に映り込もうとしてくる。間一髪で食い止めた赤木と警備員・青島がその理由を聞くと、黄原はお世話になった人への恩返しに番組を通じて人探しのメッセージを送りたいと言う。さらに詳しい事情を聞くと、探している人物は偶然、話を聞いていた社食バイト・桃井の音信不通の父であることが判明した。黄原の想いに共感した5人は翌朝の生放送『デルサタ』を利用して桃井の父にメッセージを伝えるために一致団結する。

## キャスト
赤木（あかぎ）
演 -  橋本良亮（A.B.C-Z）
情報番組『デルサタ』の新人AD。仕事はまだまだで小紫によく𠮟られている。
桃井（ももい）
演 -  戸塚祥太（A.B.C-Z）
脚本家志望の青年。メ～テレの社員食堂でアルバイトとして働いている。
小紫（こむらさき）
演 -  河合郁人（A.B.C-Z）
若手のテレビカメラマン。『デルサタ』ではサブチーフとして勤務している。
青島（あおしま）
演 -  五関晃一（A.B.C-Z）
メ～テレの警備員。クールに見えるが、困っている人を見過ごせない熱い男。
黄原（きはら）
演 -  塚田僚一（A.B.C-Z）
物語の鍵を握る謎のフリーター。テレビに映り込もうとする金髪の怪しい男。
濱口優
演 -  濱口優（よゐこ）
『デルサタ』のMC。
鈴木ちなみ
演 -  鈴木ちなみ
『デルサタ』のMC。
石川
演 - 山崎裕太
『デルサタ』のスタッフ。赤木と小紫の上司。
「喫茶ひまわり」のおばちゃん
演 - 梅沢昌代
もうすぐ閉店する「喫茶ひまわり」のオーナー。フリーターの黄原に出世払いで食事を振舞っていた。黄原が恩返ししたい人。売上が持ち直すきっかけとなったオムライスのレシピを教えてくれた客を探している。
津田寛治
演 - 津田寛治
メ～テレの社食で榊英雄監督と『まかない荘』について話をしている。桃井の夢を応援するような言葉をかけるが、全く真剣に取り合ってはいない。
桃井の父
演 - 金田明夫
かつて洋食屋を営んでいたが息子が後を継がなかったため店をたたんだ。自分のオムライスのレシピを「喫茶ひまわり」に教えた。メ～テレを『コケコッコー』時代から見ている。
- 堂野浩久、濱田隼、望木聡子、島津咲苗、ウルフィ （それぞれ本人役）- 『デルサタ』の出演者たち

## スタッフ
- 監督 - 榊英雄
- 脚本 - 根本ノンジ
- 挿入歌 - 榊 いずみ
- 撮影 - 小島悠介
- 照明 - 栗林映未里
- 録音 - 初音智香
- VE - 中塚政明
- 美術 - 津野英樹
- EED - 佐藤利史、安藤圭汰
- MA - 河野弘貴
- 選曲効果 - 武田拓也
- デルサタ - 田島充貴
- 構成 - 石沢順也
- 宣伝 - 曽我彩子
- 営業 - 髙橋孝太
- ライツ - 吉田康子
- HP - 富永瞬、松本裕香、上田浩子
- 字幕 - 掛谷友貴
- AP - 小島美樹
- 助監督 - 加藤毅、藤井謙
- 企画 = 服部保彦・石川智通（メ～テレ）
- プロデューサー = 太田雅人・松岡達矢（メ～テレ）、八木亜未（ラフ・アット）
- エグゼクティブプロデューサー　濱口優（よゐこ）
- 主題歌 - A.B.C-Z「SHOWTIME!」[7]（ポニーキャニオン）
- 制作 - メ～テレ、ラフ・アット

## 作製
本節では本作のきっかけである情報番組『デルサタ』とA.B.C-Zのコラボについて述べる。
『デルサタ』にはメンバーの塚田僚一と橋本良亮がデルサタファミリーとして出演していた。
コラボ第1弾は2017年8月。A.B.C-Zのコンサートツアー「5Stars 5Years Tour 55」名古屋公演に濱口優がサプライズゲストとしてステージに登場。"6人目"のメンバーとしてパフォーマンスを披露した。A.B.C-Zのデビュー曲『Za ABC〜5stars〜』を濱口のアクロバットも盛り込んだ6人のフォーメーションで披露し、その練習と本番の模様が2017年9月24日（23日深夜）土曜1:32 - 2:03にメ～テレ開局55周年記念番組『よゐこ濱口×A.B.C-Z 夢の一夜に完全密着』として放送された。
コラボ第2弾は2017年12月。濱口がA.B.C-Zの5人を連れて自身の故郷、大阪～神戸を案内するドライブ旅企画を実施した。その模様は2017年12月23日の『デルサタ』で放送された。
コラボ第3弾は2018年6月。A.B.C-Zのコンサートツアー「Love Battle Tour」名古屋公演で客席からステージ上のA.B.C-Zへ向けて、人文字と横断幕で結成10周年のお祝いメッセージを贈るドッキリ企画が行われた。濱口は裏方に徹し、コンサート会場でも濱口がいるとはメンバーに知らせずに敢行された。
コラボ第4弾が2019年4月に放送された本スペシャルドラマ『ぼくらのショウタイム』である。
本作の舞台挨拶で「次やるなら何がやりたいですか？」という質問に、橋本が「リアルに学園ものをやりたい！」とコメントすると、榊監督が「定時制のね」とツッコミをいれたが、これがコラボ第5弾で2021年4月から放送の連続ドラマ『ワンモア』のきっかけとなった。

## 放送局
| 放送対象地域 | 放送局                           | 系列           | 放送曜日・時間               | 放送日                    | 備考   |
| ------------ | -------------------------------- | -------------- | ---------------------------- | ------------------------- | ------ |
| 中京広域圏   | 名古屋テレビ放送（NBN/メ〜テレ） | テレビ朝日系列 | 土曜 0:26 - 1:26（金曜深夜） | 2019年4月6日（5日深夜）   | 制作局 |
| 近畿広域圏   | 朝日放送テレビ（ABC）            | テレビ朝日系列 | 土曜 0:24 - 1:24（金曜深夜） | 2021年4月23日（24日深夜） |        |

## 劇場版
テレビでは放送されないシーンも盛りこんだディレクターズカット版（約51分）とメイキングを合わせた劇場版（60分）が上映された。
本作は東海エリアにて4月5日に放送されるが、全国のファンにも届けたいということからイオンシネマ全国13劇場でも特別上映された。もともとの期間は2019年4月12日 - 18日の1週間限定の予定であった。しかし、熱い続映の要望を受け、1週間の上映延長が決定し、4月25日までの上映となった。
興行通信社調べによる4月13日（土曜）・14日（日曜）のミニシアター週末観客動員数ランキングでは1位を獲得している。
| 地域   | 劇場                         | 都道府県 |
| ------ | ---------------------------- | -------- |
| 北海道 | イオンシネマ江別             | 北海道   |
| 東北   | イオンシネマ名取             | 宮城県   |
| 関東   | イオンシネマ板橋             | 東京都   |
| 関東   | イオンシネマ シアタス調布    | 東京都   |
| 関東   | イオンシネマ港北ニュータウン | 神奈川県 |
| 関東   | イオンシネマ幕張新都心       | 千葉県   |
| 関東   | イオンシネマ浦和美園         | 埼玉県   |
| 北陸   | イオンシネマ金沢フォーラス   | 石川県   |
| 中部   | イオンシネマ ワンダー        | 愛知県   |
| 関西   | イオンシネマ茨木             | 大阪府   |
| 関西   | イオンシネマ京都桂川         | 京都府   |
| 中国   | イオンシネマ岡山             | 岡山県   |
| 九州   | イオンシネマ筑紫野           | 福岡県   |

4月13日にはイオンシネマ港北ニュータウンの9:20上映回、11:10上映回、13:20上映回で舞台挨拶つき上映が行われた。その他の各劇場では13:20上映回の舞台挨拶ライブビューイングつき上映が行われた。
メ～テレでの放送と劇場での公開に先駆けて、3月24日には東別院ホールで『A.B.C-Zと観る! メ～テレスペシャルドラマ「ぼくらのショウタイム」最速プレミアム試写会』が実施された。全2回。内容は劇場版をメンバーと一緒に見る上映会と全員での舞台挨拶である。12時開演の回には塚田・戸塚・五関が、15時開演の回には橋本・河合が参加した。
先着入場者プレゼント
- ポスタービジュアル柄オリジナルポストカード

## 関連商品
『ぼくらのショウタイム』映画パンフレット
発行日2019年3月24日。発行・編集はメ～テレ。定価\1000(税込)。
『ワンモア』＆『ぼくらのショウタイム』BOXセット
超豪華版（Blu-ray）、豪華版（Blu-ray）、通常版（Blu-ray）、通常版（DVD）の4形態。発売と販売元はメ～テレである。
Blu-rayのセット内容
- 『ワンモア』Blu-ray（A.B.C-Zメンバーによる全話オーディオコメンタリー付）
- 『ぼくらのショウタイム』Blu-ray

DVDのセット内容
- 『ワンモア』DVD
- 『ぼくらのショウタイム』DVD

封入特典
- 『ワンモア』特製ブックレット
- 「輝け定時制」Tシャツ（超豪華版のみ）
- 『ワンモア』プラスチック製自立式スタンド（超豪華版、豪華版のみ）
- 『ぼくらのショウタイム』プラスチック製自立式スタンド（超豪華版のみ）
- 特典DVD（撮影現場メイキング＆A.B.C-Zメンバーインタビュー映像／90分）（超豪華版、豪華版のみ）